# Alois Maria Giani
Alois Maria Giani (* 25. Mai 1912 in Ober-Ingelheim; † 19. Dezember 1998 in München) war ein deutscher Schauspieler, Hörspiel- und Synchronsprecher.

## Leben
Alois Maria Giani kam als sechstes von sieben Kindern von Caspar Giani und seiner Gattin Maria Josepha, geb. Janson, im damals hessischen Ober-Ingelheim zur Welt. Sein Vater war als Hauptbuchhalter der Firma C. H. Boehringer Sohn beschäftigt. 1918 übersiedelte die Familie nach Mainz.
Beruflich war Giani vor allem als Theaterschauspieler tätig. So gehörte er bis 1996 zum Ensemble der Münchner Kammerspiele. Daneben gehörte er in den 1950er Jahren neben Klaus Havenstein, Ursula Herking und Eva-Maria Meineke dem Kabaretttheater Die Kleine Freiheit an.
Seit den 1950er Jahren wirkte Giani auch verstärkt als Schauspieler in Film- und Fernsehproduktionen mit. Er spielte in Kinofilmen wie Robert Siodmaks Thriller Nachts, wenn der Teufel kam und Wolfgang Liebeneiners Komödie Eine Frau fürs ganze Leben sowie in zahlreichen Fernsehspielen wie Eberhard Itzenplitz’ Der Pedell und in der Hauptrolle des Johann Gruhl in Hans-Dieter Schwarzes Adaption von Heinrich Bölls Ende einer Dienstfahrt. Seinen letzten Filmauftritt hatte er 1996 in Dominik Grafs Drama Reise nach Weimar. Darüber hinaus übernahm Giani Gastrollen in zahlreichen Fernsehserien wie Tatort, Der Kommissar, Es muß nicht immer Kaviar sein, Königlich Bayerisches Amtsgericht und Kommissar Freytag.
Außerdem arbeitete Giani umfangreich als Sprecher für Hörspiele und später auch für die Filmsynchronisation. Bereits 1935 wirkte er in einer Hörfunkproduktion von Hans Rothes Verwehte Spuren mit. Als Synchronsprecher lieh er seine Stimme beispielsweise Fred Astaire (Irisches Intermezzo), Peter Cushing (Selbstjustiz), Geoffrey Keen (Der Spion, der mich liebte), Keenan Wynn (Der goldene Regenbogen) und Georges Riquier als Dr. David Livesey in dem berühmten Abenteuervierteiler Die Schatzinsel von 1966.
Giani schloss seine erste Ehe 1937 in Koblenz, seine zweite 1960 in München. Er starb 1998 im Alter von 86 Jahren.

## Hörspiele (Auswahl)
- 1935: Verwehte Spuren, DSK
- 1948: Ankunft bei Nacht – Regie: Fritz Benscher, BR
- 1948: Dantons Tod – Regie: Walter Ohm, BR
- 1948: Madame Legros – Regie: Walter Ohm, BR
- 1948: Der wundertätige Magus – Regie: Helmut Brennicke, BR
- 1949: Ein Weihnachtslied – Regie: Heinz-Günter Stamm, BR
- 1949: Schiff ohne Hafen – Regie: Fritz Benscher, BR
- 1949: Frauen verlieren den Kopf – Regie: Fritz Benscher, BR
- 1950: Station D im Eismeer – Regie: Heinz-Günter Stamm, BR
- 1950: Der Schelm von Bergen – Regie: Walter Ohm, BR
- 1950: Die letzte Stunde – Regie: Heinz-Günter Stamm, BR
- 1951: Wilhelm Tell – Regie: Hannes Küpper, BR
- 1952: Der Revisor – Regie: Walter Ohm, BR
- 1952: Melodie der ausgelassenen Noten – Regie: Peter Glas, BR
- 1953: Das Gastmahl des Petronius – Regie: Otto Kurth, BR
- 1953: Der Herr von Paris – Regie: Fritz Benscher, BR
- 1953: Maria Stuart – Regie: Walter Ohm, BR
- 1953: Der kleine Mann mit dem großen Schein – Regie: Willy Purucker, BR
- 1954: Die Gespräche des Nikodemus – Regie: Heinz-Günter Stamm, BR
- 1954: Pole Poppenspäler – Regie: Heinz-Günter Stamm, BR
- 1954: Das Doppelkonzert – Regie: Willy Purucker, BR
- 1955: Merlin ist überall – Regie: Helmut Brennicke, BR
- 1955: Bunte Bühne – Regie: Willy Purucker, BR
- 1955: Hundert Minuten zu früh – Regie: Heinz-Günter Stamm, BR
- 1956: Das Ochsenfurter Männerquartett – Regie: Helmut Brennicke, BR
- 1957: Der veruntreute Himmel – Regie: Heinz-Günter Stamm, BR
- 1957: Katharina Knie – Regie: Willy Purucker, BR
- 1957: Die göttliche Komödie des Dante Alighieri – Das Fegefeuer (1) – Regie: Otto Kurth, BR
- 1958: Götz von Berlichingen mit der eisernen Hand – Regie: Heinz-Günter Stamm, BR
- 1958: Jeden Abend Kammermusik – Regie: Oswald Döpke, BR
- 1958: Die Geschichte von Vasco – Regie: Walter Ohm, BR
- 1958: Der Weg nach Grenoble – Regie: Hermann Wenninger, BR
- 1959: Der Fremde jenseits des Flusses – Regie: Walter Ohm, BR
- 1960: Die Quitzows, die Wiskottens und andere Familien – Regie: Willy Purucker, BR
- 1960: Die Nashörner – Regie: Hans Dieter Schwarze, BR
- 1961: Der große Fang – Regie: Fritz Benscher, BR
- 1961: Der blaue Vogel – Regie: Hermann Wenninger, BR
- 1963: Die Tür nach Limbo – Regie: Walter Netzsch, BR
- 1964: Der Mann, der Sherlock Holmes war – Regie: Otto Kurth, BR
- 1968: Ein Fall für Perry Clifton: Die Insel der blauen Kapuzen
- 1978: Ein Mord für Morgen – Regie: Otto Kurth, WDR
- 1984: Ende eines Störfalls – Regie: Andreas Weber-Schäfer, BR
- 1993: Der letzte Detektiv (28) – UFO – Regie: Werner Klein, BR
- 1998: Der achte Tag der Woche – Regie: Markus Everding, BR

## Filmografie (Auswahl)
- 1957: Nachts, wenn der Teufel kam
- 1959: Eine Dummheit macht auch der Gescheiteste
- 1960: Eine Frau fürs ganze Leben
- 1961: Mary Rose
- 1963: Maria Stuart
- 1963: Die Grotte
- 1964: Die Verbrecher
- 1966: Flieger Ross
- 1966: Der Nachtkurier meldet - Nobel! Nobel!
- 1968: Schinderhannes
- 1968: Der Mann, der keinen Mord beging (Fernseh-Mehrteiler)
- 1969: Das Trauerspiel von Julius Caesar
- 1970: Immer bei Vollmond
- 1971: Der Fall Eleni Voulgari
- 1971: Der Pedell
- 1971: Ende einer Dienstfahrt
- 1971: Der Kommissar - E37 Die andere Seite der Straße (Herr Pundt)
- 1972: Der Radweltmeister
- 1974: Solo für Anita (Spielfilm Regie: Stephan Kayser)
- 1987: Tatort: Gegenspieler
- 1996: Reise nach Weimar